# Circumsalernitana
Die Circumsalernitana ist eine Eisenbahnlinie in der italienischen Region Kampanien.
Sie ist eine der S-Bahn im deutschsprachigen Raum vergleichbare Eisenbahnlinie für den schnellen Personenverkehr in der Agglomeration Salerno. Das System wurde 1997 eröffnet. 

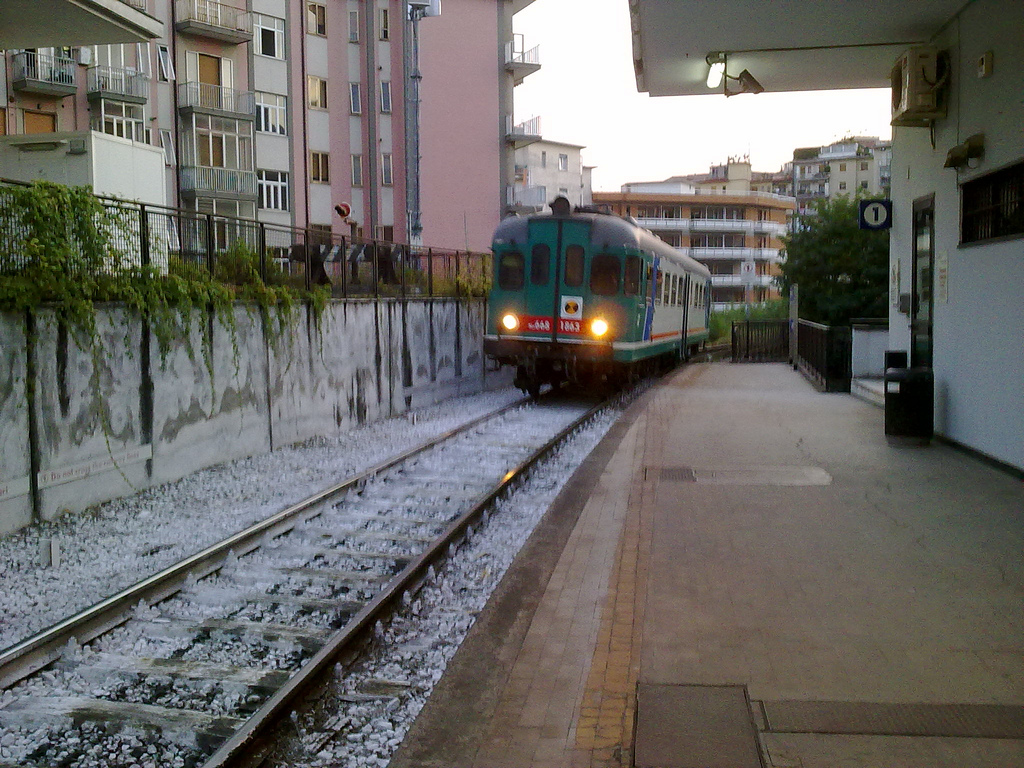
Zug am Bahnhof Salerno Irno

## Bahnhöfe
Folgende Bahnhöfe liegen an der Strecke:
| Bahnhof                          | Eröffnung | Anmerkung       |
| -------------------------------- | --------- | --------------- |
| Salerno                          | 1866      |                 |
| Salerno Irno                     | 1990      |                 |
| Fratte Villa Comunale            | 2006      | nur wenige Züge |
| Fratte                           |           |                 |
| 'Pellezzano                      |           |                 |
| Acquamela                        |           | nur wenige Züge |
| Baronissi                        |           |                 |
| Fisciano                         |           |                 |
| Mercato San Severino             | 1861      |                 |
| Valle di Mercato San Severino    |           |                 |
| Castel San Giorgio-Roccapiemonte |           |                 |
| Lanzara-Fimiani                  |           | nur wenige Züge |
| Codola                           | 1882      |                 |
| Nocera Inferiore Mercato         |           | nur wenige Züge |
| Nocera Inferiore                 | 1844      |                 |